# Blue screen of death

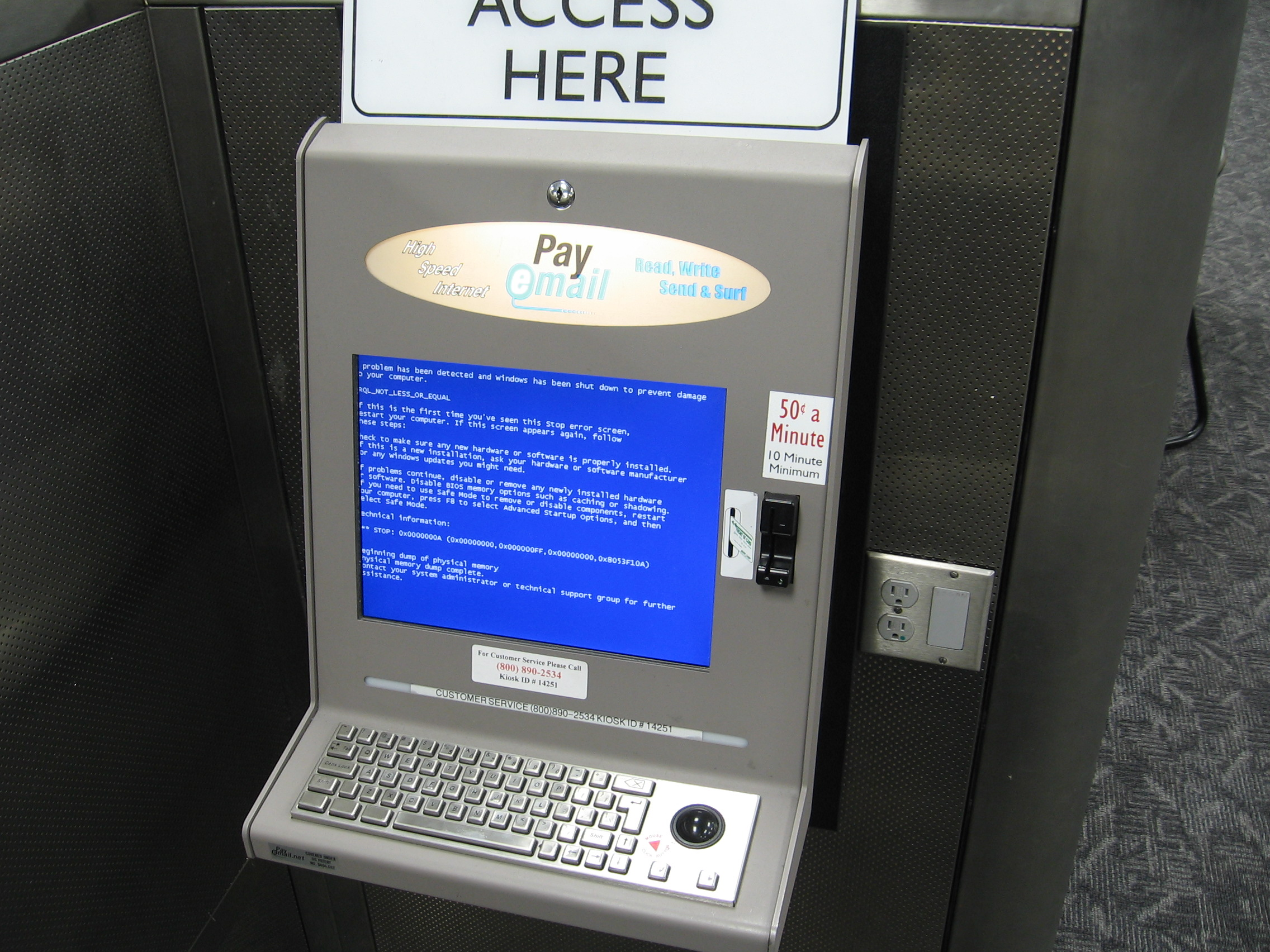
Blue screen of death op een openbare internetcomputer

Het blue screen of death (blauw scherm des doods) is een bijnaam van het scherm met de melding van het besturingssysteem Microsoft Windows dat er iets mis is gegaan. Het betekent meestal dat de computer opnieuw opgestart moet worden middels een three finger salute (ctrl+alt+del). De term wordt meestal afgekort tot BSoD (of BSOD), of wordt blue screen genoemd.

## Oorzaken en voorbeeld
Een BSoD kan een aantal oorzaken hebben. In vroegere versies van Windows was geheugenbescherming nog niet zo goed geïmplementeerd en zodra een programma geheugen probeerde te bereiken dat niet aan zich was toegewezen (bijvoorbeeld element N+1 opvragen in een array van N elementen) of gewoon geheugen las van een ander programma, resulteerde dat in een BSoD.
Hoewel dit natuurlijk moeilijk te controleren is in een gesloten systeem, kan men toch aannemen dat deze fouten in de programmatuur niet meer aanleiding geven tot een dergelijke crash. Tegenwoordig neemt men aan dat dergelijke fouten vooral veroorzaakt worden door soortgelijke fouten in de kernel of in stuurprogramma's voor hardware.
Een voorbeeld dat door critici van Microsoft graag wordt aangehaald, is toen Microsoft de plug-and-playmogelijkheden van Windows 98 op 20 april 1998 demonstreerde op COMDEX. De computer liet toen een blue screen of death zien, terwijl de presentatie werd uitgezonden door CNN. Bill Gates antwoordde na een korte pauze: "Dat moet de reden zijn waarom we Windows 98 nog niet verkopen."

## Oorspronkelijke versie

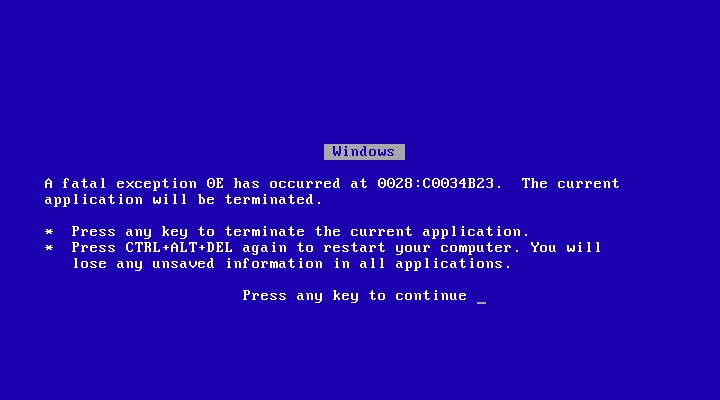
Oorspronkelijke vorm

De tekst op het scherm bestond aanvankelijk uit witte letters op een blauwe achtergrond. De melding in deze vorm werd vanaf Windows 3.x gebruikt. De melding was Engelstalig en gaf aan dat er een fataal probleem op een bepaalde locatie van de harddisk was opgetreden waardoor de huidige applicatie gestopt moest worden. De gebruiker had de keuze om de applicatie te sluiten door een willekeurige toets in te drukken. Indien dit niet werkte moest met de combinatie
van de toetsen Ctrl+Alt+Del de computer opnieuw opgestart worden. Alle gegevens die tijdens die sessie niet waren opgeslagen waren dan wel verloren, werd gemeld.
Naar aanleiding van een blogbericht van Microsoft-medewerker Raymond Chen berichtten verschillende media in 2014 dat Steve Ballmer, de latere CEO van Microsoft, verantwoordelijk was voor de oorspronkelijke BSOD-tekst. Het bericht met de titel 'Who wrote the text for the Ctrl+Alt+Del dialog in Windows 3.1?' ging echter niet over het blue screen of death, maar over het scherm dat in Windows 3.1 verscheen bij het indrukken van de toetsencombinatie Control-Alt-Delete (dat scherm had ook witte tekst op een blauwe achtergrond). In een vervolgbericht klaagde Chen over de onjuiste berichtgeving en stelde hij zelf verantwoordelijk te zijn geweest voor de BSOD-tekst in Windows 95.

## Red Screen of Death (RSoD)

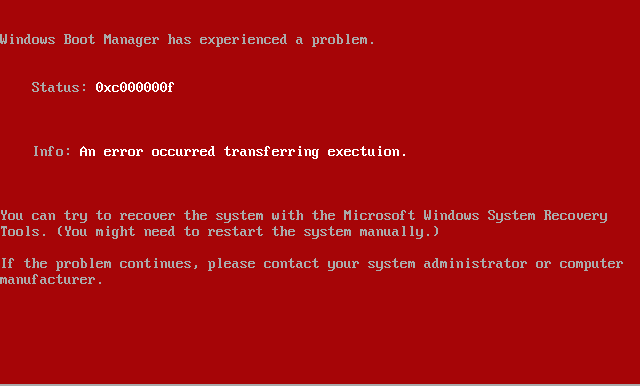
Red screen in Windows Vista

In sommige beta-versies van Windows Vista bestond ook een rood scherm met foutmeldingen. Dit red screen of death verscheen als er fouten waren gedetecteerd in de bootloader. De melding gaf een statuslocatie aan en daarna dat er een fout was opgetreden tijdens het uitvoeren. Nu werd een alternatieve route gegeven in de tekst, namelijk dat men kon proberen om het systeem te redden door het gebruiken van de System Recovery Tools. Er werd verder gemeld dat het systeem handmatig afgesloten zou moeten worden. Als laatste stond er een wat obsolete melding dat als dat allemaal niet lukte de computereigenaar contact moest gaan opnemen met zijn systeembeheerder of met de computerfabrikant. Andere soorten fouten gaven een "normaal" blue screen of death. Met ingang van build 5112 van Windows Vista is het red screen of death komen te vervallen.

## Windows 7

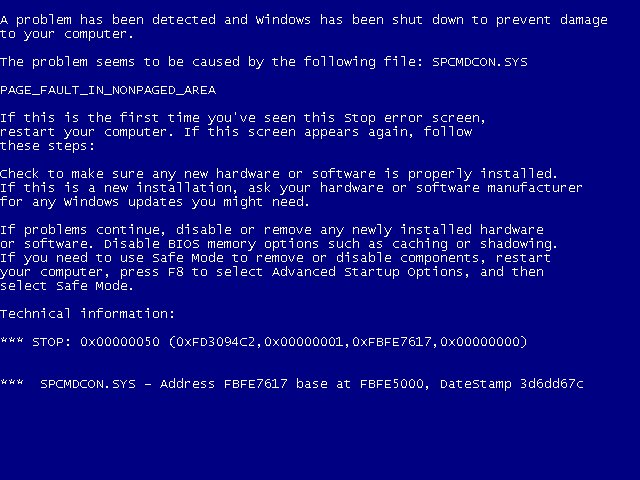
Deze BSoD is bekend van Windows 7, maar is ook aanwezig in Windows XP

Een Windows 7 blue screen of death verschilt van de eerdere BSoD's. Het toont een blauw scherm met witte tekst die over het gehele scherm aanwezig is. Tevens zijn er extra details over de foutmelding aanwezig.

## Windows 8
In Windows 8 werd het BSoD gewijzigd. Microsoft wilde het scherm met de foutcodes vereenvoudigen voor de gebruiker en verving het daarom door een lichtblauw venster met een duidelijkere tekst. Ook werd er een emoticon toegevoegd - ':('. Hier staat enkel nog te lezen dat de pc een probleem heeft en daarom opnieuw dient te worden opgestart. Soms wordt ook gemeld dat er foutmeldingen verzameld worden en dat de herstart dan automatisch plaats zal gaan vinden, of wordt aanbevolen online te zoeken naar de fout die kan worden gemeld. Het scherm kan qua foutmelding een wisselende tekst geven.

## Windows 10

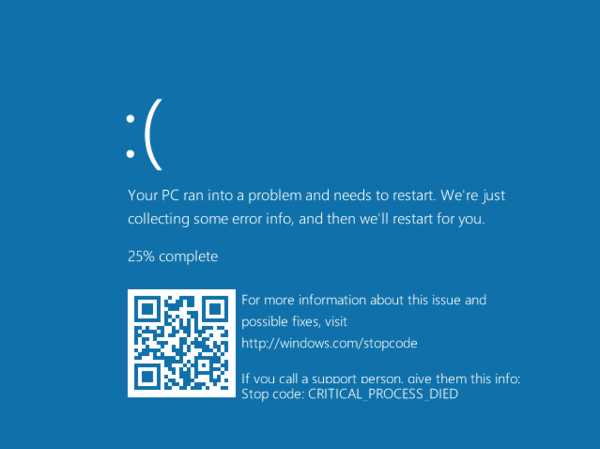
Een BSoD met een QR-code

Sinds build 14316 van Windows 10 die in 2016 uitkwam, is het BSoD-scherm uitgebreid met een QR-code. Deze kunnen gebruikers met een smartphone inscannen, om zo meer informatie te krijgen over de reden van de crash.

## Windows 11
Ook in Windows 11 is er een blauw BSoD-scherm aanwezig, maar deze kreeg vanaf build 22000.348 een iets andere tint blauw. Het woord "PC" is hier vervangen door "apparaat".
In vroege builds van Windows 11 (vóór 2200.348) is een geheel zwart scherm aanwezig.